# Вајро Инфериоре (Парма)
Вајро Инфериоре је насеље у Италији у округу Парма, региону Емилија-Ромања.
Према процени из 2011. у насељу је живело 49 становника. Насеље се налази на надморској висини од 788 м.